# Ibrahima Tandia
Ibrahima Tandia (n. 12 iulie 1993, Longjumeau, Île-de-France, Franța) este un fotbalist francez și malian, care joacă pe post de mijlocaș la Al Hazm în Prima Divizie Saudită. Pe plan internațional, are prezențe la națională pentru Franța U16⁠(d), Franța U17⁠(d) și Mali⁠(d).